# Metalectra diversata
Metalectra diversata là một loài bướm đêm trong họ Erebidae.